# Sheffield Shield 2016/17
Der Sheffield Shield 2016/17 war die 124. Saison des nationalen First-Class-Cricket-Wettbewerbes in Australien der vom 25. Oktober 2016 bis zum 30. März 2017 ausgetragen wurde. Gewinner war Victoria, die somit ihren 30. Sheffield Shield gewannen.

## Format
Die Mannschaften spielen in einer Division  gegen jede andere jeweils zwei Spiele. Für einen Sieg erhält ein Team zunächst 6 Punkte, für ein Unentschieden (beide Mannschaften erzielen die gleiche Anzahl an Runs) 3 Punkte. Sollte kein Ergebnis erreicht werden und das Spiel in einem Remis enden bekommen beide Mannschaften 1 Punkt. Zusätzlich besteht die Möglichkeit in den ersten 100 Over des ersten Innings Bonuspunkte zu sammeln. Dabei werden pro Run die mehr als 200 Runs erzielt werden 0.01 Batting-Bonuspunkte verteilt, jeweils 0.5 Bowling-Bonuspunkte gibt es für das Erreichen des 5, 7, 9 Wickets. Des Weiteren ist es möglich das Mannschaften Punkte abgezogen bekommen, wenn sie beispielsweise zu langsam spielen oder der Platz nicht ordnungsgemäß hergerichtet ist. Am Ende der Saison ist der Sieger der Division der Gewinner des Sheffield Shields.

## Resultate
Tabelle
Zum Ende der Saison ergab sich die folgende Tabelle.
| Teams             | Sp. | S | N | U | R | BP    | Punkte |
| ----------------- | --- | - | - | - | - | ----- | ------ |
| Victoria          | 10  | 7 | 2 | 0 | 1 | 17.31 | 60.31  |
| South Australia   | 10  | 5 | 5 | 0 | 0 | 17.24 | 47.24  |
| Western Australia | 10  | 5 | 5 | 0 | 0 | 15.48 | 45.48  |
| New South Wales   | 10  | 4 | 3 | 0 | 3 | 17.60 | 44.6   |
| Queensland        | 10  | 4 | 5 | 0 | 1 | 16.53 | 41.53  |
| Tasmanien         | 10  | 1 | 6 | 0 | 3 | 10.64 | 19.64  |

Spiele
| 25. – 28. Oktober Scorecard | Melbourne | Victoria 415 (117.2) & 204-9d (44) | – | Tasmanien 255 (97.3) & 251 (83.3) |
|                             |           | Victoria gewinnt mit 113 Runs      |   |                                   |

| 25. – 28. Oktober Scorecard | Brisbane | New South Wales 327-7d (78) & 367-7d (93) | – | Queensland 330-6d (93) & 139 (47.2) |
|                             |          | New South Wales gewinnt mit 225 Runs      |   |                                     |

| 25. – 28. Oktober Scorecard | Perth | Western Australia 271-9d (79.4) & 302 (78.2) | – | South Australia 505-9d (106) & 69-0 (23.3) |
|                             |       | South Australia gewinnt mit 10 Wickets       |   |                                            |

| 4. – 7. November Scorecard | Melbourne | Queensland 137 (47.4) & 199 (65.1)             | – | Victoria 417 (113.2) |
|                            |           | Victoria gewinnt mit einem Innings und 81 Runs |   |                      |

| 4. – 7. November Scorecard | Sydney | Western Australia 216 (84.3) & 177 (102.3) | – | New South Wales 298 (94) & 96-7 (35.3) |
|                            |        | New South Wales gewinnt mit 3 Wickets      |   |                                        |

| 4. – 7. November Scorecard | Adelaide | Tasmanien 98 (43.4) & 289 (80.3)                      | – | South Australia 481 (116) |
|                            |          | South Australia gewinnt mit einem Innings und 94 Runs |   |                           |

| 17. – 20. November Scorecard | Sydney | Victoria 510-6d (160) & 105-2d (23) | – | New South Wales 225 (89) & 192 (81.5) |
|                              |        | Victoria gewinnt mit 198 Runs       |   |                                       |

| 17. – 20. November Scorecard | Brisbane | Queensland 475-7d (122) & 228-7d (54) | – | South Australia 258 (73) & 317 (121) |
|                              |          | Queensland gewinnt mit 128 Runs       |   |                                      |

| 17. – 20. November Scorecard | Perth | Western Australia 262 (64.2) & 345 (110.1) | – | Tasmanien 402 (124.5) & 209-1 (50.5) |
|                              |       | Tasmanien gewinnt mit 9 Wickets            |   |                                      |

| 26. – 29. November Scorecard | Melbourne | South Australia 405 (111.3) & 162 (46.3) | – | Victoria 397 (105.5) & 201-5 (60.1) |
|                              |           | Victoria gewinnt mit 5 Wickets           |   |                                     |

| 26. – 29. November Scorecard | Hobart | New South Wales 495-5d (145) & 128-1d (26) | – | Tasmanien 209 (100.2) & 266-4 (104.4) |
|                              |        | Remis                                      |   |                                       |

| 26. – 29. November Scorecard | Townsville | Queensland 422 (117.3) & 252-6d (63) | – | Western Australia 340-6d (116.5) & 237 (66.4) |
|                              |            | Queensland gewinnt mit 97 Runs       |   |                                               |

| 5. – 8. Dezember Scorecard | Hobart | Tasmanien 203 (75.1) & 387-9d (123) | – | Victoria 230 (60.3) & 319-8 (108.1) |
|                            |        | Remis                               |   |                                     |

| 5. – 7. Dezember Scorecard | Adelaide | New South Wales 269 (90.4) & 87 (46.5) | – | South Australia 236 (85.4) & 121-8 (33.5) |
|                            |          | South Australia gewinnt mit 2 Wickets  |   |                                           |

| 5. – 8. Dezember Scorecard | Perth | Queensland 353 (105.5) & 138 (46.5)     | – | Western Australia 265 (72.3) & 227-2 (64.5) |
|                            |       | Western Australia gewinnt mit 8 Wickets |   |                                             |

| 1. – 4. Februar Scorecard | Melbourne | Victoria 258 (89.1) & 188 (78.5)                      | – | New South Wales 523 (151.1) |
|                           |           | New South Wales gewinnt mit einem Innings und 77 Runs |   |                             |

| 1. – 4. Februar Scorecard | Adelaide | Western Australia 201 (58.4) & 245 (80.4) | – | South Australia 247 (52.3) & 192 (39.2) |
|                           |          | Western Australia gewinnt mit 7 Runs      |   |                                         |

| 1. – 4. Februar Scorecard | Brisbane | Queensland 405-9d (137) & 146-6d (39) | – | Tasmanien 200 (92.2) & 218 (73.4) |
|                           |          | Queensland gewinnt mit 133 Runs       |   |                                   |

| 10. – 13. Februar Scorecard | Sydney | New South Wales 603-6d (156) | – | Queensland 434 (171.5) & 123-1 (38) (f/o) |
|                             |        | Remis                        |   |                                           |

| 10. – 13. Februar Scorecard | Hobart | Tasmanien 198 (51.1) & 265 (66.2)       | – | Western Australia 410 (119.1) & 54-1 (9.3) |
|                             |        | Western Australia gewinnt mit 9 Wickets |   |                                            |

| 10. – 13. Februar Scorecard | Adelaide | Victoria 184 (68.3) & 306 (91.2) | – | South Australia 178 (52.1) & 188 (42.2) |
|                             |          | Victoria gewinnt mit 124 Runs    |   |                                         |

| 25. – 28. Februar Scorecard | Wollongong | New South Wales 253 (76.2) & 141-1 (43) | – | Tasmanien 490 (160.4) |
|                             |            | Remis                                   |   |                       |

| 25. – 28. Februar Scorecard | Adelaide | Queensland 218 (80.4) & 216 (80.3)    | – | Queensland 156 (61.1) & 279-4 (83.1) |
|                             |          | South Australia gewinnt mit 6 Wickets |   |                                      |

| 25. – 28. Februar Scorecard | Perth | Victoria 117 (34.2) & 130 (50.3)                        | – | Western Australia 285 (80.5) |
|                             |       | Western Australia gewinnt mit einem Innings und 38 Runs |   |                              |

| 7. – 10. März Scorecard | Sydney | South Australia 229 (68.1) & 304 (94.1) | – | New South Wales 434 (110.4) & 100-2 (13) |
|                         |        | New South Wales gewinnt mit 8 Wickets   |   |                                          |

| 7. – 10. März Scorecard | Hobart | Tasmanien 150 (51.2) & 115 (44.3)                 | – | Queensland 437 (127.1) |
|                         |        | Queensland gewinnt mit einem Innings und 172 Runs |   |                        |

| 8. – 11. März Scorecard | Alice Springs | Western Australia 146 (51.3) & 258 (114.4) | – | Victoria 322 (112.3) & 83-2 (19) |
|                         |               | Victoria gewinnt mit 8 Wickets             |   |                                  |

| 16. – 19. März Scorecard | Hobart | South Australia 225 (63) & 406 (117.1) | – | Tasmanien 332 (97.1) & 106 (29.4) |
|                          |        | South Australia gewinnt mit 193 Runs   |   |                                   |

| 16. – 19. März Scorecard | Brisbane | Queensland 208 (67.4) & 61 (22)                | – | Victoria 280 (96.2) |
|                          |          | Victoria gewinnt mit einem Innings und 11 Runs |   |                     |

| 16. – 19. März Scorecard | Perth | Western Australia 436-9d (114) & 275-4d (62) | – | New South Wales 309 (99.2) & 396 (96.2) |
|                          |       | Western Australia gewinnt mit 6 Runs         |   |                                         |

### Finale
| 26. – 29. März Scorecard | Alice Springs | Victoria 487 (166.2) & 323 (122.5) | – | South Australia 287 (84.3) & 236-6 (65) |
|                          |               | Remis                              |   |                                         |

Victoria gewann auf Grund der besseren Vorrundenergebnisse die Meisterschaft.